# Aeroportul Tadoule Lake
Aeroportul Tadoule Lake (IATA: XTL, ICAO: CYBQ) este un aeroport din Tadoule Lake⁠(d), Manitoba, Canada.
Situat la o altitudine de 281 m, aeroportul dispune de o singură pistă.